# IDEA
IDEA (англ. International Data Encryption Algorithm, международный алгоритм шифрования данных) — симметричный блочный алгоритм шифрования данных, запатентованный швейцарской фирмой Ascom. Известен тем, что применялся в пакете программ шифрования PGP. В ноябре 2000 года IDEA был представлен в качестве кандидата в проекте NESSIE в рамках программы Европейской комиссии IST (англ. Information Societies Technology, информационные общественные технологии).

## История
Первую версию алгоритма разработали в 1990 году Лай Сюэцзя (Xuejia Lai) и Джеймс Мэсси (James Massey) из Швейцарского института ETH Zürich (по контракту с Hasler Foundation, которая позже влилась в Ascom-Tech AG) в качестве замены DES (англ. Data Encryption Standard, стандарт шифрования данных) и назвали её PES (англ. Proposed Encryption Standard, предложенный стандарт шифрования). Затем, после публикации работ Бихама и Шамира по дифференциальному криптоанализу PES, алгоритм был улучшен с целью усиления криптостойкости и назван IPES (англ. Improved Proposed Encryption Standard, улучшенный предложенный стандарт шифрования). Через год его переименовали в IDEA (англ. International Data Encryption Algorithm).

## Описание
Так как IDEA использует 128-битный ключ и 64-битный размер блока, открытый текст разбивается на блоки по 64 бит. Если такое разбиение невозможно, последний блок дополняется различными способами определённой последовательностью бит. Для избежания утечки информации о каждом отдельном блоке используются различные режимы шифрования. Каждый исходный незашифрованный 64-битный блок делится на четыре подблока по 16 бит каждый, так как все алгебраические операции, использующиеся в процессе шифрования, совершаются над 16-битными числами. Для шифрования и расшифрования IDEA использует один и тот же алгоритм.

Используемые обозначения операций

Фундаментальным нововведением в алгоритме является использование операций из разных алгебраических групп, а именно:
- сложение по модулю {\displaystyle 2^{16}}
- умножение по модулю {\displaystyle 2^{16}+1}
- побитовое исключающее ИЛИ (XOR).

Эти три операции несовместимы в том смысле, что:
- никакие две из них не удовлетворяют дистрибутивному закону, то есть {\displaystyle a*(b+c)\ \neq \ (a*b)+(a*c)}
- никакие две из них не удовлетворяют ассоциативному закону, то есть {\displaystyle a+(b\oplus c)\ \neq \ (a+b)\oplus c}

Применение этих трех операций затрудняет криптоанализ IDEA по сравнению с DES, который основан исключительно на операции исключающее ИЛИ, а также позволяет отказаться от использования S-блоков и таблиц замены. IDEA является модификацией сети Фейстеля.

### Генерация ключей
Из 128-битного ключа для каждого из восьми раундов шифрования генерируется по шесть 16-битных подключей, а для выходного преобразования генерируется четыре 16-битных подключа. Всего потребуется 52 = 8 x 6 + 4 различных подключей по 16 бит каждый. Процесс генерации пятидесяти двух 16-битных ключей заключается в следующем:
- Первым делом, 128-битный ключ разбивается на восемь 16-битных блоков. Это будут первые восемь подключей по 16 бит каждый — {\displaystyle (K_{1}^{(1)}K_{2}^{(1)}K_{3}^{(1)}K_{4}^{(1)}K_{5}^{(1)}K_{6}^{(1)}K_{1}^{(2)}K_{2}^{(2)})}
- Затем этот 128-битный ключ циклически сдвигается влево на 25 позиций, после чего новый 128-битный блок снова разбивается на восемь 16-битных блоков. Это уже следующие восемь подключей по 16 бит каждый — {\displaystyle (K_{3}^{(2)}K_{4}^{(2)}K_{5}^{(2)}K_{6}^{(2)}K_{1}^{(3)}K_{2}^{(3)}K_{3}^{(3)}K_{4}^{(3)})}
- Процедура циклического сдвига и разбивки на блоки продолжается до тех пор, пока не будут сгенерированы все 52 16-битных подключа.

| Номер раунда            | Подключи                                                                           |
| ----------------------- | ---------------------------------------------------------------------------------- |
| 1                       | {\displaystyle K_{1}^{(1)}K_{2}^{(1)}K_{3}^{(1)}K_{4}^{(1)}K_{5}^{(1)}K_{6}^{(1)}} |
| 2                       | {\displaystyle K_{1}^{(2)}K_{2}^{(2)}K_{3}^{(2)}K_{4}^{(2)}K_{5}^{(2)}K_{6}^{(2)}} |
| 3                       | {\displaystyle K_{1}^{(3)}K_{2}^{(3)}K_{3}^{(3)}K_{4}^{(3)}K_{5}^{(3)}K_{6}^{(3)}} |
| 4                       | {\displaystyle K_{1}^{(4)}K_{2}^{(4)}K_{3}^{(4)}K_{4}^{(4)}K_{5}^{(4)}K_{6}^{(4)}} |
| 5                       | {\displaystyle K_{1}^{(5)}K_{2}^{(5)}K_{3}^{(5)}K_{4}^{(5)}K_{5}^{(5)}K_{6}^{(5)}} |
| 6                       | {\displaystyle K_{1}^{(6)}K_{2}^{(6)}K_{3}^{(6)}K_{4}^{(6)}K_{5}^{(6)}K_{6}^{(6)}} |
| 7                       | {\displaystyle K_{1}^{(7)}K_{2}^{(7)}K_{3}^{(7)}K_{4}^{(7)}K_{5}^{(7)}K_{6}^{(7)}} |
| 8                       | {\displaystyle K_{1}^{(8)}K_{2}^{(8)}K_{3}^{(8)}K_{4}^{(8)}K_{5}^{(8)}K_{6}^{(8)}} |
| выходное преобразование | {\displaystyle K_{1}^{(9)}K_{2}^{(9)}K_{3}^{(9)}K_{4}^{(9)}}                       |

### Шифрование

Схема шифрования IDEA

Структура алгоритма IDEA показана на рисунке. Процесс шифрования состоит из восьми одинаковых раундов шифрования и одного выходного преобразования. Исходный незашифрованный текст делится на блоки по 64 бита. Каждый такой блок делится на четыре подблока по 16 бит каждый. На рисунке эти подблоки обозначены {\displaystyle D_{1}}, {\displaystyle D_{2}}, {\displaystyle D_{3}}, {\displaystyle D_{4}}. В каждом раунде используются свои подключи согласно таблице подключей. Над 16-битными подключами и подблоками незашифрованного текста производятся следующие операции:
- умножение по модулю {\displaystyle 2^{16}+1} = 65537, причем вместо нуля используется {\displaystyle 2^{16}}
- сложение по модулю {\displaystyle 2^{16}}
- побитовое исключающее ИЛИ

В конце каждого раунда шифрования имеется четыре 16-битных подблока, которые затем используются как входные подблоки для следующего раунда шифрования. Выходное преобразование представляет собой укороченный раунд, а именно, четыре 16-битных подблока на выходе восьмого раунда и четыре соответствующих подключа подвергаются операциям:
- умножение по модулю {\displaystyle 2^{16}+1}
- сложение по модулю {\displaystyle 2^{16}}

После выполнения выходного преобразования конкатенация подблоков {\displaystyle D_{1}'}, {\displaystyle D_{2}'}, {\displaystyle D_{3}'} и {\displaystyle D_{4}'} представляет собой зашифрованный текст. Затем берется следующий 64-битный блок незашифрованного текста и алгоритм шифрования повторяется. Так продолжается до тех пор, пока не зашифруются все 64-битные блоки исходного текста.

#### Математическое описание
- Блок открытого текста размером 64 бит делится на четыре равных подблока размером по 16 бит {\displaystyle (D_{1}^{(0)},D_{2}^{(0)},D_{3}^{(0)},D_{4}^{(0)})}
- Для каждого раунда {\displaystyle (i=1...8)} вычисляются:

{\displaystyle A^{(i)}\ =\ D_{1}^{(i-1)}*K_{1}^{(i)}}

{\displaystyle B^{(i)}\ =\ D_{2}^{(i-1)}+K_{2}^{(i)}}

{\displaystyle C^{(i)}\ =\ D_{3}^{(i-1)}+K_{3}^{(i)}}

{\displaystyle D^{(i)}\ =\ D_{4}^{(i-1)}*K_{4}^{(i)}}

{\displaystyle E^{(i)}\ =\ A^{(i)}\oplus C^{(i)}}

{\displaystyle F^{(i)}\ =\ B^{(i)}\oplus D^{(i)}}
{\displaystyle D_{1}^{(i)}\ =\ A^{(i)}\oplus ((F^{(i)}+E^{(i)}*K_{5}^{(i)})*K_{6}^{(i)})}

{\displaystyle D_{2}^{(i)}\ =\ C^{(i)}\oplus ((F^{(i)}+E^{(i)}*K_{5}^{(i)})*K_{6}^{(i)})}

{\displaystyle D_{3}^{(i)}\ =\ B^{(i)}\oplus (E^{(i)}*K_{5}^{(i)}+(F^{(i)}+E^{(i)}*K_{5}^{(i)})*K_{6}^{(i)})}

{\displaystyle D_{4}^{(i)}\ =\ D^{(i)}\oplus (E^{(i)}*K_{5}^{(i)}+(F^{(i)}+E^{(i)}*K_{5}^{(i)})*K_{6}^{(i)})}

Результатом выполнения восьми раундов будут следующие четыре подблока {\displaystyle (D_{1}^{(8)},D_{2}^{(8)},D_{3}^{(8)},D_{4}^{(8)})}
- Выполняется выходное преобразование {\displaystyle (i=9)}:

{\displaystyle D_{1}^{(9)}\ =\ D_{1}^{(8)}*K_{1}^{(9)}}

{\displaystyle D_{2}^{(9)}\ =\ D_{3}^{(8)}+K_{2}^{(9)}}

{\displaystyle D_{3}^{(9)}\ =\ D_{2}^{(8)}+K_{3}^{(9)}}

{\displaystyle D_{4}^{(9)}\ =\ D_{4}^{(8)}*K_{4}^{(9)}}

Результатом выполнения выходного преобразования является зашифрованный текст {\displaystyle (D_{1}^{(9)},D_{2}^{(9)},D_{3}^{(9)},D_{4}^{(9)})}

### Расшифровка
Метод вычисления, использующийся для расшифровки текста по существу такой же, как и при его шифровании. Единственное отличие состоит в том, что для расшифровки используются другие подключи. В процессе расшифровки подключи должны использоваться в обратном порядке. Первый и четвёртый подключи i-го раунда расшифровки получаются из первого и четвёртого подключа (10-i)-го раунда шифрования мультипликативной инверсией. Для 1-го и 9-го раундов второй и третий подключи расшифровки получаются из второго и третьего подключей 9-го и 1-го раундов шифрования аддитивной инверсией. Для раундов со 2-го по 8-й второй и третий подключи расшифровки получаются из третьего и второго подключей с 8-го по 2-й раундов шифрования аддитивной инверсией. Последние два подключа i-го раунда расшифровки равны последним двум подключам (9-i)-го раунда шифрования. Мультипликативная инверсия подключа K обозначается 1/K и {\displaystyle (1/K)*K=1\ mod\ (2^{16}+1)}. Так как {\displaystyle 2^{16}+1} — простое число, каждое целое не равное нулю K имеет уникальную мультипликативную инверсию по модулю {\displaystyle 2^{16}+1}. Аддитивная инверсия подключа K обозначается -K и {\displaystyle -K+K=0\ mod\ (2^{16})}.
| Номер раунда            | Подключи                                                                                           |
| ----------------------- | -------------------------------------------------------------------------------------------------- |
| 1                       | {\displaystyle 1/K_{1}^{(9)}\ -K_{2}^{(9)}\ -K_{3}^{(9)}\ 1/K_{4}^{(9)}\ K_{5}^{(8)}\ K_{6}^{(8)}} |
| 2                       | {\displaystyle 1/K_{1}^{(8)}\ -K_{3}^{(8)}\ -K_{2}^{(8)}\ 1/K_{4}^{(8)}\ K_{5}^{(7)}\ K_{6}^{(7)}} |
| 3                       | {\displaystyle 1/K_{1}^{(7)}\ -K_{3}^{(7)}\ -K_{2}^{(7)}\ 1/K_{4}^{(7)}\ K_{5}^{(6)}\ K_{6}^{(6)}} |
| 4                       | {\displaystyle 1/K_{1}^{(6)}\ -K_{3}^{(6)}\ -K_{2}^{(6)}\ 1/K_{4}^{(6)}\ K_{5}^{(5)}\ K_{6}^{(5)}} |
| 5                       | {\displaystyle 1/K_{1}^{(5)}\ -K_{3}^{(5)}\ -K_{2}^{(5)}\ 1/K_{4}^{(5)}\ K_{5}^{(4)}\ K_{6}^{(4)}} |
| 6                       | {\displaystyle 1/K_{1}^{(4)}\ -K_{3}^{(4)}\ -K_{2}^{(4)}\ 1/K_{4}^{(4)}\ K_{5}^{(3)}\ K_{6}^{(3)}} |
| 7                       | {\displaystyle 1/K_{1}^{(3)}\ -K_{3}^{(3)}\ -K_{2}^{(3)}\ 1/K_{4}^{(3)}\ K_{5}^{(2)}\ K_{6}^{(2)}} |
| 8                       | {\displaystyle 1/K_{1}^{(2)}\ -K_{3}^{(2)}\ -K_{2}^{(2)}\ 1/K_{4}^{(2)}\ K_{5}^{(1)}\ K_{6}^{(1)}} |
| выходное преобразование | {\displaystyle 1/K_{1}^{(1)}\ -K_{2}^{(1)}\ -K_{3}^{(1)}\ 1/K_{4}^{(1)}}                           |

## Пример
Для удобства числа представляем в шестнадцатеричном виде.

### Пример шифрования
В качестве 128-битного ключа используем K = (0001,0002,0003,0004,0005,0006,0007,0008), а в качестве 64-битного открытого текста M = (0000,0001,0002,0003)
| Раунд | Раундовые ключи             | Раундовые ключи             | Раундовые ключи             | Раундовые ключи             | Раундовые ключи             | Раундовые ключи             | Значения блоков данных      | Значения блоков данных      | Значения блоков данных      | Значения блоков данных      |
| Раунд | {\displaystyle K_{1}^{(i)}} | {\displaystyle K_{2}^{(i)}} | {\displaystyle K_{3}^{(i)}} | {\displaystyle K_{4}^{(i)}} | {\displaystyle K_{5}^{(i)}} | {\displaystyle K_{6}^{(i)}} | {\displaystyle D_{1}^{(i)}} | {\displaystyle D_{2}^{(i)}} | {\displaystyle D_{3}^{(i)}} | {\displaystyle D_{4}^{(i)}} |
| ----- | --------------------------- | --------------------------- | --------------------------- | --------------------------- | --------------------------- | --------------------------- | --------------------------- | --------------------------- | --------------------------- | --------------------------- |
| —     | —                           | —                           | —                           | —                           | —                           | —                           | 0000                        | 0001                        | 0002                        | 0003                        |
| 1     | 0001                        | 0002                        | 0003                        | 0004                        | 0005                        | 0006                        | 00f0                        | 00f5                        | 010a                        | 0105                        |
| 2     | 0007                        | 0008                        | 0400                        | 0600                        | 0800                        | 0a00                        | 222f                        | 21b5                        | f45e                        | e959                        |
| 3     | 0c00                        | 0e00                        | 1000                        | 0200                        | 0010                        | 0014                        | 0f86                        | 39be                        | 8ee8                        | 1173                        |
| 4     | 0018                        | 001c                        | 0020                        | 0004                        | 0008                        | 000c                        | 57df                        | ac58                        | c65b                        | ba4d                        |
| 5     | 2800                        | 3000                        | 3800                        | 4000                        | 0800                        | 1000                        | 8e81                        | ba9c                        | f77f                        | 3a4a                        |
| 6     | 1800                        | 2000                        | 0070                        | 0080                        | 0010                        | 0020                        | 6942                        | 9409                        | e21b                        | 1c64                        |
| 7     | 0030                        | 0040                        | 0050                        | 0060                        | 0000                        | 2000                        | 99d0                        | c7f6                        | 5331                        | 620e                        |
| 8     | 4000                        | 6000                        | 8000                        | a000                        | c000                        | e001                        | 0a24                        | 0098                        | ec6b                        | 4925                        |
| 9     | 0080                        | 00c0                        | 0100                        | 0140                        | -                           | -                           | 11fb                        | ed2b                        | 0198                        | 6de5                        |

### Пример расшифровки
В качестве 128-битного ключа используем K = (0001,0002,0003,0004,0005,0006,0007,0008), а в качестве 64-битного зашифрованного текста C = (11fb, ed2b, 0198, 6de5)
| Раунд | Раундовые ключи              | Раундовые ключи              | Раундовые ключи              | Раундовые ключи              | Раундовые ключи              | Раундовые ключи              | Значения блоков данных      | Значения блоков данных      | Значения блоков данных      | Значения блоков данных      |
| Раунд | {\displaystyle K_{1}^{'(i)}} | {\displaystyle K_{2}^{'(i)}} | {\displaystyle K_{3}^{'(i)}} | {\displaystyle K_{4}^{'(i)}} | {\displaystyle K_{5}^{'(i)}} | {\displaystyle K_{6}^{'(i)}} | {\displaystyle D_{1}^{(i)}} | {\displaystyle D_{2}^{(i)}} | {\displaystyle D_{3}^{(i)}} | {\displaystyle D_{4}^{(i)}} |
| ----- | ---------------------------- | ---------------------------- | ---------------------------- | ---------------------------- | ---------------------------- | ---------------------------- | --------------------------- | --------------------------- | --------------------------- | --------------------------- |
| 1     | fe01                         | ff40                         | ff00                         | 659a                         | c000                         | e001                         | d98d                        | d331                        | 27f6                        | 82b8                        |
| 2     | fffd                         | 8000                         | a000                         | cccc                         | 0000                         | 2000                         | bc4d                        | e26b                        | 9449                        | a576                        |
| 3     | a556                         | ffb0                         | ffc0                         | 52ab                         | 0010                         | 0020                         | 0aa4                        | f7ef                        | da9c                        | 24e3                        |
| 4     | 554b                         | ff90                         | e000                         | fe01                         | 0800                         | 1000                         | ca46                        | fe5b                        | dc58                        | 116d                        |
| 5     | 332d                         | c800                         | d000                         | fffd                         | 0008                         | 000c                         | 748f                        | 8f08                        | 39da                        | 45cc                        |
| 6     | 4aab                         | ffe0                         | ffe4                         | c001                         | 0010                         | 0014                         | 3266                        | 045e                        | 2fb5                        | b02e                        |
| 7     | aa96                         | f000                         | f200                         | ff81                         | 0800                         | 0a00                         | 0690                        | 050a                        | 00fd                        | 1dfa                        |
| 8     | 4925                         | fc00                         | fff8                         | 552b                         | 0005                         | 0006                         | 0000                        | 0005                        | 0003                        | 000c                        |
| 9     | 0001                         | fffe                         | fffd                         | c001                         | -                            | -                            | 0000                        | 0001                        | 0002                        | 0003                        |

## Режимы шифрования
IDEA является блочным алгоритмом шифрования, работающим с блоками по 64 бита. При несовпадении размера шифруемого текста с этим фиксированным размером, блок дополняется до 64.
Алгоритм используется в одном из следующих режимов шифрования:
- Режим электронной кодовой книги (англ. Electronic Codebook (ECB))
- Режим сцепления блоков шифротекста (англ. Cipher Block Chaining (CBC))
- Режим обратной связи по шифротексту (англ. Cipher Feedback (CFB))
- Режим обратной связи по выходу (англ. Output Feedback (OFB))

Алгоритм может также применяться для вычисления
- кода аутентификации сообщения (англ. Message Authentication Code (MAC))[ISO 2][ISO 3]
- хеш-значений[ISO 4]
- распределения ключей[ISO 5]

## Аппаратная реализация
Аппаратная реализация имеет перед программной следующие преимущества:
- существенное повышение скорости шифрования за счёт использования параллелизма при выполнении операций
- меньшее энергопотребление

Первая реализация алгоритма IDEA на интегральной схеме(англ. Very Large Scale Integration) была разработана и верифицирована Лаем, Мэсси и Мёрфи в 1992 году с использованием технологического процесса 1,5 мкм и технологии КМОП
.
Скорость шифрования данного устройства составляла 44 Мб/сек.
В 1994 году Каригером, Бонненбергом, Зиммерманом и др. было разработано устройство VINCI.
Скорость шифрования данной реализации IDEA составляла 177 Мб/сек при тактовой частоте 25 МГц, техпроцесс 1,2 мкм. Это было первое полупроводниковое устройство, которое уже могло применяться для шифрования в реальном времени в таких высокоскоростных сетевых протоколах, как ATM (англ. Asynchronous Transfer Mode, асинхронный способ передачи данных) или FDDI (англ. Fiber Distributed Data Interface, распределённый волоконный интерфейс данных). Скорость 177 Мб/сек была достигнута благодаря использованию довольно изощрённой схемы конвейерной обработки и четырёх обычных умножителей по модулю {\displaystyle 2^{16}+1}. В устройстве также используются два однонаправленных высокоскоростных 16-битных порта данных. Эти порты обеспечивают постоянную загруженность блоков шифрования
.
Уже в следующем году Вольтер и др. представили устройство со скоростью шифрования 355 Мб/сек. Такой скорости удалось добиться благодаря реализации одного раунда шифрования на технологическом процессе 0,8 мкм с использованием технологии КМОП. Архитектура данного устройства включает в себя параллельное самотестирование, основанное на системе обработки ошибок с вычислениями по модулю 3, которая позволяет определять возникающие ошибки в одном или нескольких разрядах в тракте данных IDEA, что позволяет надёжно предотвращать искажения зашифрованных или расшифрованных данных
.
Наибольшей скорости шифрования 424 Мб/сек в 1998 году на одной интегральной схеме достигла группа инженеров во главе с Саломао из Федерального Университета Рио-де-Жанейро COPPE на технологическом процессе 0,7 мкм при частоте 53 МГц. Архитектура данной реализации использует как пространственный, так и временной параллелизм, доступные в алгоритме IDEA
.
В том же году IDEA Менсером и др. был реализован на четырёх устройствах XC4020XL. Скорость шифрования 4 x XC4020XL составляет 528 Мб/сек
.
В 1999 году фирмой Ascom были представлены две коммерческие реализации IDEA. Первая называется IDEACrypt Kernel и достигает скорости 720 Мб/сек при использовании технологии 0,25 мкм
.
Вторая называется IDEACrypt Coprocessor, основана на IDEACrypt Kernel и достигает скорости шифрования 300 Мб/сек
.
В 2000 году инженерами из Китайского университета Гонконга Лионгом и др. были выпущены устройства шифрования на ПЛИС фирмы Xilinx: Virtex XCV300-6 и XCV1000-6
.
Скорость шифрования Virtex XCV300-6 достигает 500 Мб/сек при частоте 125 МГц, а предполагаемая производительность XCV1000-6 составляет 2,35 Гб/сек, что позволяет использовать данное устройство для шифрования в высокоскоростных сетях. Высокой скорости шифрования удалось достигнуть используя разрядно-последовательную архитектуру для выполнения операции умножения по модулю {\displaystyle 2^{16}+1}. Результаты экспериментов с разными устройствами сведены в таблицу:
| Устройство (XCV)                            | 300-6   | 600-6   | 1000-6  |
| ------------------------------------------- | ------- | ------- | ------- |
| масштабируемость                            | 1x      | 2x      | 4x      |
| число секций                                | 2801    | 5602    | 11204   |
| использование секций                        | 91,18 % | 81,05 % | 91,18 % |
| тактовая частота (МГц)                      | 125,0   | 136,6   | 147,1   |
| шифрований в сек (x {\displaystyle 10^{6}}) | 7,813   | 17,075  | 36,775  |
| скорость шифрования (Мб/сек)                | 500,0   | 1092,8  | 2353,6  |
| латентность (мкс)                           | 7,384   | 6,757   | 6,275   |

Чуть позже теми же разработчиками была предложено устройство на ПЛИС фирмы Xilinx Virtex XCV300-6 на основе разрядно-параллельной архитектуры. При реализации с использованием разрядно-параллельной архитектуры при работе на частоте 82 МГц скорость шифрования XCV300-6 составляет 1166 Мб/сек, тогда как с разрядно-последовательной было достигнуто 600 Мб/сек на частоте 150 МГц. Устройство XCV300-6 с обеими архитектурами масштабируемо. С использованием разрядно-параллельной архитектуры предполагаемая скорость шифрования XCV1000-6 составляет 5,25 Гб/сек
.
В том же 2000 году Гольдштейном и др. разработано устройство на PipeRench ПЛИС с использованием технологического процесса 0,25 мкм со скоростью шифрования 1013 Мб/сек
.
| Год  | Реализация             | Скорость шифрования (Мб/сек) | Авторы                    |
| ---- | ---------------------- | ---------------------------- | ------------------------- |
| 1998 | программная            | 23,53                        | Limpaa                    |
| 2000 | программная            | 44                           | Limpaa                    |
| 1992 | ASIC 1,5 мкм КМОП      | 44                           | Bonnenberg и др.          |
| 1994 | ASIC 1,2 мкм КМОП      | 177                          | Curiger, Zimmermann и др. |
| 1995 | ASIC 0,8 мкм КМОП      | 355                          | Wolter и др.              |
| 1998 | ASIC 0,7 мкм КМОП      | 424                          | Salomao и др.             |
| 1998 | 4 x XC4020XL           | 528                          | Mencer и др.              |
| 1999 | ASIC 0,25 мкм КМОП     | 720                          | Ascom                     |
| 2000 | Xilinx Virtex XCV300-6 | 1166                         | Leong и др.               |
| 2000 | ASIC 0,25 мкм КМОП     | 1013                         | Goldstein и др.           |

В 2002 году была опубликована работа о реализации IDEA на ПЛИС все той же фирмы Xilinx семейства Virtex-E. Устройство XCV1000E-6BG560 при частоте 105,9 МГц достигает скорости шифрования 6,78 Гб/сек.
Реализации на основе ПЛИС — хороший выбор, когда речь идёт о высокопроизводительной криптографии. Среди применений — VPN (англ. Virtual Private Networks, виртуальная частная сеть), связь через спутник а также аппаратные ускорители для шифрования огромных файлов или жёстких дисков целиком.

## Криптостойкость
Алгоритм IDEA появился в результате незначительных модификаций алгоритма PES. На рисунке приведены структуры обоих алгоритмов, и видно, что изменений не так уж и много:
- умножение подблока {\displaystyle D_{2}} со вторым подключом раунда заменено сложением
- сложение подблока {\displaystyle D_{4}} с четвёртым подключом раунда заменено на умножение
- изменён сдвиг подблоков в конце раунда

Один из наиболее известных в мире криптологов Брюс Шнайер в своей книге «Прикладная криптография» заметил: «…удивительно, как такие незначительные изменения могут привести к столь большим различиям».

Структуры алгоритмов PES и IDEA

В той же книге, вышедшей в 1996 году, Брюс Шнайер отозвался об IDEA так: «Мне кажется, это самый лучший и надежный блочный алгоритм, опубликованный до настоящего времени».
В алгоритме IDEA использует 64-битные блоки. Длина блока должна быть достаточной, чтобы скрыть статистические характеристики исходного сообщения. Но с увеличением размера блока экспоненциально возрастает сложность реализации криптографического алгоритма. В алгоритме IDEA используется 128-битный ключ. Длина ключа должна быть достаточно большой, чтобы предотвратить возможность перебора ключа. Для вскрытия 128-битного ключа полным перебором ключей при условии, что известен открытый и соответствующий ему зашифрованный текст, потребуется {\displaystyle 2^{128}}(порядка {\displaystyle 10^{38}}) шифрований. При такой длине ключа IDEA считается довольно безопасным. Высокая криптостойкость IDEA обеспечивается также такими характеристиками:
- запутывание — шифрование зависит от ключа сложным и запутанным образом
- рассеяние — каждый бит незашифрованного текста влияет на каждый бит зашифрованного текста

Лай Сюэцзя (Xuejia Lai) и Джеймс Мэсси (James Massey) провели тщательный анализ IDEA с целью выяснения его криптостойкости к дифференциальному криптоанализу. Для этого ими было введено понятие марковского шифра и продемонстрировано, что устойчивость к дифференциальному криптоанализу может быть промоделирована и оценена количественно
.
Линейных или алгебраических слабостей у IDEA выявлено не было. Попытка вскрытия с помощью криптоанализа со связанными ключами, проведенная Бихамом (Biham), также не увенчалась успехом
.
Существуют успешные атаки, применимые к IDEA с меньшим числом раундов (полный IDEA имеет 8.5 раундов). Успешной считается атака, если вскрытие шифра с её помощью требует меньшего количества операций, чем при полном переборе ключей. Метод вскрытия Вилли Майера (Willi Meier) оказался эффективнее вскрытия полным перебором ключей только для IDEA с 2 раундами
.
Методом «встреча посередине» был вскрыт IDEA с 4,5 раундами. Для этого требуется знание всех {\displaystyle 2^{64}} блоков из словаря кодов и сложность анализа составляет {\displaystyle 2^{112}} операций
.
Лучшая атака на 2007 год применима ко всем ключам и может взломать IDEA с 6-ю раундами
.

### Слабые ключи
Существуют большие классы слабых ключей. Слабые они в том смысле, что существуют процедуры, позволяющие определить, относится ли ключ к данному классу, а затем и сам ключ. В настоящее время известны следующие:
- {\displaystyle 2^{23}+2^{35}+2^{51}} слабых к дифференциальному криптоанализу ключей. Принадлежность к классу {\displaystyle 2^{51}} можно вычислить за {\displaystyle 2^{12}} операций с помощью подобранного открытого текста. Авторы данной атаки предложили модификацию алгоритма IDEA. Данная модификация заключается в замене подключей {\displaystyle K_{i}^{(r)}} на соответствующие {\displaystyle K_{i}^{'(r)}\ =a\oplus K_{i}^{(r)}}, где r — номер раунда шифрования. Точное значение a не критично. Например при {\displaystyle a\ =\ 0dae} (в шестнадцатеричной системе счисления) данные слабые ключи исключаются[стойкость 6].

- {\displaystyle 2^{63}} слабых к линейному дифференциальному криптоанализу ключей[стойкость 7]. Принадлежность к данному классу выясняется с помощью теста на связанных ключах.

- {\displaystyle 2^{53}+2^{56}+2^{64}} слабых ключей было найдено с использованием метода бумеранга (англ. boomerang attack), предложенного Дэвидом Вагнером (David Wagner)[стойкость 8]. Тест на принадлежность к данному классу выполняется за {\displaystyle 2^{16}} операций и потребует {\displaystyle 2^{16}} ячеек памяти[стойкость 9].

Существование столь больших классов слабых ключей не влияет на практическую криптостойкость алгоритма IDEA, так как полное число всех возможных ключей равно {\displaystyle 2^{128}}.

## Сравнение с некоторыми блочными алгоритмами
Для сравнения с IDEA выбраны DES, Blowfish и ГОСТ 28147-89. Выбор DES обусловлен тем, что IDEA проектировался как его замена. Blowfish выбран потому, что он быстр, и был придуман известным криптологом Брюсом Шнайером. Для сравнения также выбран ГОСТ 28147-89, блочный шифр, разработанный в СССР. Как видно из таблицы, размер ключа у IDEA больше, чем у DES, но меньше, чем у ГОСТ 28147-89 и Blowfish. Скорость шифрования IDEA на Intel486SX/33МГц больше в 2 раза, чем у DES, выше чем у ГОСТ 28147-89, но почти в 2 раза меньше, чем у Blowfish.
| Алгоритм      | Размер ключа, бит | Длина блока, бит | Число раундов | Скорость шифрования на Intel486SX/33МГц (Кбайт/с) | Основные операции                                                                                                  |
| ------------- | ----------------- | ---------------- | ------------- | ------------------------------------------------- | --- |
| DES           | 56                | 64               | 16            | 35                                                | Подстановка, перестановка, побитовое исключающее ИЛИ                                                               |
| IDEA          | 128               | 64               | 8             | 70                                                | Умножение по модулю {\displaystyle 2^{16}+1}, сложение по модулю {\displaystyle 2^{16}}, побитовое исключающее ИЛИ |
| Blowfish      | 32-448            | 64               | 16            | 135                                               | Сложение по модулю {\displaystyle 2^{32}}, подстановка, побитовое исключающее ИЛИ                                  |
| ГОСТ 28147-89 | 256               | 64               | 32            | 53                                                | Сложение по модулю {\displaystyle 2^{32}}, подстановка, побитовое исключающее ИЛИ, циклический сдвиг               |

Далее приведена таблица сравнения скоростей в программной реализации на процессорах Pentium, Pentium MMX, Pentium II, Pentium III. Обозначение 4-way IDEA означает, что 4 операции шифрования или расшифрования выполняются параллельно. Для этого алгоритм используется в параллельных режимах шифрования. Хельгер Лимпа (Helger Limpaa) реализовал 4-way IDEA в режиме шифрования электронной кодовой книги (CBC4) и режиме счётчика (CTR4). Таким образом была достигнута скорость шифрования/расшифрования 260—275 Мбит/с при использовании CBC4 на 500 МГц Pentium III и при использовании CTR4 на 450 МГц Pentium III. В приведенной таблице скорости отмасштабированы на гипотетическую 3200 МГц машину.
| Блочный шифр   | Длина блока, бит | Число циклов | Скорость шифрования, Мбайт/с | Автор        | Процессор                             |
| -------------- | ---------------- | ------------ | ---------------------------- | ------------ | ------------------------------------- |
| Square         | 128              | 192          | 254,4                        | Limpaa       | Pentium II                            |
| RC6            | 128              | 219          | 222,8                        | Limpaa       | Pentium II, Pentium III               |
| 4-way IDEA     | 4x64             | 440          | 222,0                        | Limpaa       | Pentium III                           |
| Rijndael       | 128              | 226          | 216,0                        | Limpaa       | Pentium II, Pentium III               |
| Square         | 128              | 244          | 200,0                        | Bosselaers   | Pentium                               |
| 4-way IDEA     | 4x64             | 543          | 180,0                        | Limpaa       | Pentium MMX                           |
| SC2000         | 128              | 270          | 180,8                        | Limpaa       | Pentium II, Pentium III, gcc(без asm) |
| 4-way IDEA     | 4x64             | 554          | 176,4                        | Limpaa       | AMD Athlon                            |
| Twofish        | 128              | 277          | 176,4                        | Aoki, Limpaa | Pentium II, Pentium III               |
| Rijndael       | 128              | 300          | 162,8                        | Gladman      | Pentium III                           |
| Camellia       | 128              | 302          | 161,6                        | Aoki         | Pentium II, Pentium III               |
| MARS           | 128              | 306          | 160,0                        | Limpaa       | Pentium II, Pentium III               |
| Blowfish       | 64               | 158          | 154,4                        | Bosselaers   | Pentium                               |
| RC5-32/16      | 64               | 199          | 122,8                        | Bosselaers   | Pentium                               |
| CAST5          | 64               | 220          | 110,8                        | Bosselaers   | Pentium                               |
| DES            | 64               | 340          | 72,0                         | Bosselaers   | Pentium                               |
| IDEA           | 64               | 358          | 68,0                         | Limpaa       | Pentium MMX                           |
| SAFER (S)K-128 | 64               | 418          | 58,4                         | Bosselaers   | Pentium                               |
| SHARK          | 64               | 585          | 41,6                         | Bosselaers   | Pentium                               |
| IDEA           | 64               | 590          | 41,2                         | Bosselaers   | Pentium                               |
| 3DES           | 64               | 158          | 154,4                        | Bosselaers   | Pentium                               |

### Преимущества и недостатки IDEA

#### Преимущества
В программной реализации на Intel486SX по сравнению с DES IDEA в два раза быстрее, что является существенным повышением скорости, длина ключа у IDEA имеет размер 128 бит, против 56 бит у DES, что является хорошим улучшением против полного перебора ключей. Вероятность использования слабых ключей очень мала и составляет {\displaystyle 1/2^{64}}. IDEA быстрее алгоритма ГОСТ 28147-89 (в программной реализации на Intel486SX). Использование IDEA в параллельных режимах шифрования на процессорах Pentium III и Pentium MMX позволяет получать высокие скорости. По сравнению с финалистами AES, 4-way IDEA лишь слегка медленнее, чем RC6 и Rijndael на Pentium II, но быстрее, чем Twofish и MARS. На Pentium III 4-way IDEA даже быстрее RC6 и Rijndael. Преимуществом также является хорошая изученность и устойчивость к общеизвестным средствам криптоанализа.

#### Недостатки
IDEA значительно медленнее, почти в два раза, чем Blowfish (в программной реализации на Intel486SX). IDEA не предусматривает увеличение длины ключа.

### Сравнение с некоторыми блочными шифрами в реализации PGP
| Алгоритм       | Ключ, бит | Блок, бит | Примечания |
| -------------- | --------- | --------- | --- |
| Triple-DES     | 168       | 64        | Сеть Фейстеля; имеет пространство полуслабых и слабых ключей.                                                                                                  |
| AES (Rijndael) | 256       | 128       | Основан на операциях с таблицами массивов данных; принят в качестве гос. стандарта в США; обладает высокой криптостойкостью.                                   |
| CAST6          | 128       | 64        | Сеть Фейстеля; не имеет слабых ключей;устойчив к криптоанализу.                                                                                                |
| IDEA           | 128       | 64        | Основан на смешении операций из разных алгебраических групп; имеет пространство слабых ключей; не все работы по криптоанализу были опубликованы.               |
| Twofish        | 256       | 128       | Сеть Фейстеля; быстр при шифровании, медленная установка ключа; устроен сравнительно сложно, что затрудняет анализ; имеет большой запас прочности.             |
| Blowfish       | max 448   | 64        | Сеть Фейстеля; быстр при шифровании, медленная установка ключа; сравнительно прост; имеет небольшое пространство слабых ключей; имеет большой запас прочности. |

## Применение IDEA
В прошлом алгоритм был запатентован во многих странах, а само название «IDEA» было зарегистрированной торговой маркой. Однако последний связанный с алгоритмом патент истёк в 2012, и теперь сам алгоритм может быть свободно использован в любых целях. В 2005 году MediaCrypt AG (лицензиат IDEA) официально представила новый шифр IDEA NXT (первоначальное название FOX), призванный заменить IDEA.
Типичные области применения IDEA:
- шифрование аудио и видео данных для кабельного телевидения, видеоконференций, дистанционного обучения, VoIP
- защита коммерческой и финансовой информации, отражающей конъюнктурные колебания
- линии связи через модем, роутер или ATM линию, GSM технологию
- смарт-карты
- общедоступный пакет конфиденциальной версии электронной почты PGP v2.0[3] и (опционально) в OpenPGP

### Регистрация алгоритма IDEA в стандартах
- ISO 9979/0002: ISO Register of Cryptographic Algorithms — регистрация криптографических алгоритмов в ISO
- UN/EDIFACT (англ. United Nations/Electronic Data Interchange For Administration, Commerce, and Transport — ООН/обмен электронными данными для управления, коммерции и транспорта): EDIFACT Security Implementation Guidelines — рекомендации по обеспечению безопасности
- ITU-T Recommendation H.233: Confidentiality System for Audiovisual Services — рекомендация H.233: конфиденциальная система для аудиовизуальных служб
- IETF (англ. Internet Engineering Task Force — специальная комиссия интернет разработок) RFC 3058: Использование алгоритма шифрования IDEA в CMS
- TBSS: Telematic Base Security Services — базовая безопасность службы дистанционной обработки данных
- OpenSSL — криптографический пакет с открытым исходным кодом для работы с SSL/TLS
- WAP (англ. Wireless Application Protocol — протокол беспроводного доступа) WTLS (англ. Wireless Transport Layer Security — безопасность транспортного уровня беспроводной передачи данных)
- NESSIE (англ. New European Schemes for Signature, Integrity, and Encryption — новые европейские проекты по цифровой подписи, целостности и шифрования)

### Криптостойкость
1. ↑  
X. Lai. On the Design and Security of Block Ciphers, ETH Series in Information Processing // Лекционные записи по теории вычислительных систем = Lecture Notes in Computer Science. — Berlin / Heidelberg: Springer-Verlag, 10 апреля 2006 г. — P. 213—222. — ISBN 978-3-540-62031-0.
2. ↑  E. Biham, personal communication, 1993
3. ↑  
W. Meier, HTL. Brugg-Windisch, Switzerland. On the Security of the IDEA Block Cipher // Семинар по теории и применению криптографических техник в работе комиссии Advances in Сryptology EUROCRYPT '93 = Workshop on the theory and application of cryptographic techniques on Advances in Сryptology EUROCRYPT '93 Proceedings. — Secaucus, NJ, USA: Springer-Verlag New York, Inc, 1994. — P. 371—385. — ISBN 3-540-57600-2.
4. ↑  Biham E., Biryukov A., Shamir A. Miss in the Middle Attacks on IDEA and Khufu (англ.) // Fast Software Encryption: 6th International Workshop, FSE’99 Rome, Italy, March 24–26, 1999 Proceedings / L. R. Knudsen — Berlin, Heidelberg, New York City, London: Springer Berlin Heidelberg, 1999. — P. 124—138. — (Lecture Notes in Computer Science; Vol. 1636) — ISBN 978-3-540-66226-6 — ISSN 0302-9743; 1611-3349 — doi:10.1007/3-540-48519-8_10
5. ↑  
E. Biham, O. Dunkelman, N. Keller. A New Attack on 6-Round IDEA // Лекционные записи по теории вычислительных систем = Lecture Notes In Computer Science. — Berlin / Heidelberg: Springer-Verlag, 18 августа 2007 г. — P. 211—224. — ISBN 978-3-540-74617-1.
6. ↑  
J. Daemen, R. Govaerts, and J. Vandewalle. Weak Keys for IDEA // Лекционные записи по теории вычислительных систем; Работа комиссии на 13-й ежегодной международной конференции по криптологии EUROCRYPT 1993 = Lecture Notes In Computer Science; Proceedings of the 13th Annual International Cryptology Conference on Advances in Cryptology. — London, UK: Springer-Verlag, 1993. — P. 224—231. — ISBN 3-540-57766-1.
7. ↑  
P. Hawkes. Differential-Linear Weak Key Classes of IDEA // Лекционные записи по теории вычислительных систем = Lecture Notes In Computer Science. — Berlin / Heidelberg: Springer-Verlag, 28 июля 2006 г. — P. 112—126. — ISBN 978-3-540-64518-4.
8. ↑  
D. Wagner. The Boomerang Attack // Лекционные записи по теории вычислительных систем; Работа комиссии на шестом международном семинаре по быстрому программному шифрованию = Lecture Notes In Computer Science; Proceedings of the 6th International Workshop on Fast Software Encryption. — London, UK: Springer-Verlag, 1999. — P. 156—170. — ISBN 3-540-66226-X.
9. ↑  A. Biryukov, J. Nakahara Jr, B. Preneel, J. Vandewalle. New Weak-Key Classes of IDEA // Лекционные записи по теории вычислительных систем; Работа комиссии на четвёртой международной конференции по безопасности информации и связи = Lecture Notes In Computer Science; Proceedings of the 4th International Conference on Information and Communications Security. — London, UK: Springer-Verlag, 2002. — P. 315—326. — ISBN 3-540-00164-6. Архивировано 28 сентября 2011 года.

### Аппаратная реализация
1. ↑  
H. Bonnenberg, A. Curiger, N. Felber, H. Kaeslin, and X. Lai. VLSI implementation of a new block cipher // Работа комиссии IEEE на международной конференции компьютерного проектирования: интегральные схемы в компьютерах и процессорах = Proceedings of the IEEE International Conference on Computer Design: VLSI in Computer and Processors. — Washington, DC, USA: IEEE Computer Society, 1991. — P. 510—513. — ISBN 0-8186-2270-9.
2. ↑  
A. Curiger, H. Bonnenberg, R. Zimmerman, N. Felber, H. Kaeslin, and W. Fichtner. VINCI: VLSI implementation of the new secret-key block cipher IDEA // Работа комиссии IEEE на конференции по специализированным интегральным микросхемам = Proceedings of the IEEE Custom Integrated Circuits Conference. — San Diego, CA, USA: IEEE Computer Society, 9-12 May 1993. — P. 15.5.1-15.5.4. — ISBN 0-7803-0826-3.
3. ↑  
R. Zimmermann, A. Curiger, H. Bonnenberg, H. Kaeslin, N. Felber, and W. Fichtner. A 177Mb/sec VLSI implementation of the international data encryption algorithm // IEEE Journal of Solid-State Circuits. — March 1994. — Т. 29. — С. 303—307.
4. ↑  
S. Wolter, H. Matz, A. Schubert, and R. Laur. On the VLSI implementation of the international data encryption algorithm IDEA // Работа комиссии IEEE на международном симпозиуме по схемам и системам = Proceedings of the IEEE International Symposium on Circuits and Systems. — Seattle, Washington, USA: IEEE Computer Society, 30 Apr-3 May 1995. — P. 397—400. — ISBN 0-7803-2570-2.
5. ↑  
S. L. C. Salomao, V. C. Alves, and E. M. C. Filho. HiPCrypto: A high-performance VLSI cryptographic chip // Работа комиссии на одиннадцатой ежегодной конференции IEEE по ASIC = Proceedings of the Eleventh Annual IEEE ASIC Conference. — Rochester, NY, USA: IEEE Computer Society, 13-16 Sep 1998. — P. 7—11. — ISBN 0-7803-4980-6.
6. ↑  
O. Mencer, M. Morf, and M. J. Flynn. Hardware software tri-design of encryption for mobile communication units // Работа комиссии IEEE на международной конференции по обработке акустики, речи и сигналов = Proceedings of the IEEE International Conference on Acoustics, Speech and Signal Processing. — Seattle, Washington, USA: IEEE Computer Society, 12-15 May 1998. — P. 3045—3048. — ISBN 0-7803-4428-6.
7. ↑  Ascom, IDEACrypt Kernel Data Sheet, 1999.
8. ↑  Ascom, IDEACrypt Coprocessor Data Sheet, 1999.
9. ↑  
M. P. Leong, O. Y. H. Cheung, K. H. Tsoi and P. H. W. Leong. A Bit-Serial Implementation of the International Data Encryption Algorithm IDEA // Работа комиссии IEEE на симпозиуме 2000 по программируемым в условиях эксплуатации специализированным вычислительным машинам = Proceedings of the 2000 IEEE Symposium on Field-Programmable Custom Computing Machines. — Seattle, Washington, USA: IEEE Computer Society, 2000. — P. 122—131. — ISBN 0-7695-0871-5.
10. ↑  
O. Y. H. Cheung, K. H. Tsoi, P. H. W. Leong and M. P. Leong. Tradeoffs in Parallel and Serial Implementations of the International Data Encryption Algorithm IDEA // Криптографические аппаратные и встроенные системы 2001 = CHES 2001 : cryptographic hardware and embedded systems. — INIST-CNRS, Cote INIST : 16343, 35400009702003.0270: Springer, Berlin, ALLEMAGNE  ETATS-UNIS  (2001) (Monographie), 2001. — P. 333—347. — ISBN 3-540-42521-7.
11. ↑  
S. C. Goldstein, H. Schmit, M. Budiu, M. Moe, and R. R. Taylor. Piperench: A recongurable architecture and compiler // Computer. — April 2000. — Т. 33, № 4. — С. 70—77.

### Стандарты
1. ↑  ISO 10116: Information Processing — Modes of Operation for an n-bit block cipher algorithm.
2. ↑  ISO 9797: Data cryptographic techniques — Data integrity mechanism using a cryptographic check function employing a block cipher algorithm.
3. ↑  ISO 9798-2: Information technology — Security technicues — Entity authentication mechanisms — Part 2: Entity authentication using symmetric techniques.
4. ↑  ISO 10118-2: Information technology — Security technicues — Hash-functions — Part 2: Hash-functions using an n-bit block cipher algorithm.
5. ↑  ISO 11770-2: Information technology — Security technicues — Key management — Part 2: Key management mechanisms using symmetric techniques.

### Реализации
- IDEA in 448 bytes of 80x86 (англ.). — реализации IDEA на языке программирования Ассемблер. Дата обращения: 6 ноября 2008. Архивировано 28 января 2012 года.

### Русские
- Часто задаваемые вопросы по симметричным шифрам. — по материалам конференции fido7.ru.crypt. Дата обращения: 6 ноября 2008. Архивировано из оригинала 22 августа 2011 года.
- Симметричные блочные шифры. — Анализ надежности блочных шифров в реализации PGP. Дата обращения: 6 ноября 2008.

### Зарубежные
- RSA FAQ on Block Ciphers (англ.). Дата обращения: 6 ноября 2008. Архивировано 19 октября 2004 года.
- SCAN entry for IDEA (англ.). Дата обращения: 6 ноября 2008. Архивировано 28 января 2012 года.
- IDEA Applet (нем.). Дата обращения: 6 ноября 2008. Архивировано 1 февраля 2012 года.
- Erläuterung und Schaubild zum Verfahren (нем.). Дата обращения: 6 ноября 2008. Архивировано 28 января 2012 года.